# Джонни взял ружьё (фильм, 1971)
«Джонни взял ружьё» (англ. Johnny Got His Gun) — режиссёрский дебют американского сценариста Далтона Трамбо, антивоенный фильм, поставленный им по собственному одноимённому роману.

## Сюжет
Молодой американский солдат Джо Бонэм получает на фронте Первой мировой войны страшное ранение: у него ампутированы руки и ноги, он лишился практически всех органов чувств. По мнению военного врача полковника Тиллери, «неизвестный солдат № 47 — существо, которое не может испытывать боль, удовольствие, не имеет памяти, не может мечтать». Изолированный от других пациентов госпиталя американской военной базы, Джо, тем не менее, постепенно осознаёт себя и весь ужас своего положения. Он может чувствовать прикосновение, вибрацию и солнечный свет; в воспоминаниях, фантазиях и страхах его посещают невеста Карин, отец, Христос. Однако для лечащего персонала он остаётся лишь подобием человека, представляющим интерес для медицины. Только одна из медсестёр понимает, что перед ней живой, думающий и чувствующий человек. Вдохновлённый её прикосновением, Джо догадывается, что может общаться с окружающими посредством азбуки Морзе — движениями головы. Джо просит собравшихся военных выставить его на всеобщее обозрение или убить. Но военное командование не может допустить ни то, ни другое. Попытка милосердной медсестры прервать его мучительное существование заканчивается неудачей. Джо, понимающему, что он останется в запертой палате до самой смерти, остаётся лишь повторять в тишину и темноту: «S.O.S… Помогите… S.O.S… Помогите…».

## В ролях
- Тимоти Боттомс — Джо Бонэм
- Джейсон Робардс — отец Джо
- Марша Хант — мать Джо
- Дональд Сазерленд — Христос
- Дайан Варси — четвёртая медсестра
- Кэти Филдс[англ.] — Карин
- Эдуард Франц — полковник Тиллери
- Дэвид Соул — швед

## Художественные особенности
Воспоминания, фантазии и страхи Джо Бонэма сняты в цвете, его «реальная жизнь» в больнице — на чёрно-белую плёнку. Франсуа Трюффо в интервью Cahiers du cinéma в 1980 году отмечая антивоенный характер фильма сказал, что: «Вот уже десять лет, как в каждом интервью я говорю о фильме „Джонни дали винтовку“, который поражает и соблазняет меня… Конечно, он — человек пропащий, но меня восхищает это стремление к общению любой ценой. Мне бы хотелось сделать такой фильм самому, ибо, в конце концов, речь здесь идет о самом главном. Очень мало кинолент, в которых рассказывалось бы о теле человека, мало фильмов, которые говорили бы, как важно быть здоровым, как драгоценна жизнь».

## Награды и номинации
- 1971 — Каннский кинофестиваль: Гран-при (вместе с «Отрывом» Милоша Формана) и приз ФИПРЕССИ; номинация на «Золотую пальмовую ветвь».
- 1972 — номинация на премию «Золотой глобус» за лучший актёрский дебют (Тимоти Боттомс).
- 1972 — номинация на премию Гильдии сценаристов США за лучшую адаптированную драму (Далтон Трамбо).
- 1974 — приз «Выбор читателей» японского журнала «Кинэма Дзюмпо» за лучший фильм на иностранном языке.

## Отражение в культуре
Фрагменты фильма использованы в видеоклипе группы Metallica к песне «One» (1989), написанной под влиянием романа «Джонни взял ружьё». Фильм, не имевший успеха у публики после выхода на экраны, приобрёл широкую известность и культовый статус после появления этого видео.